# مستشفى هداسا عين كارم

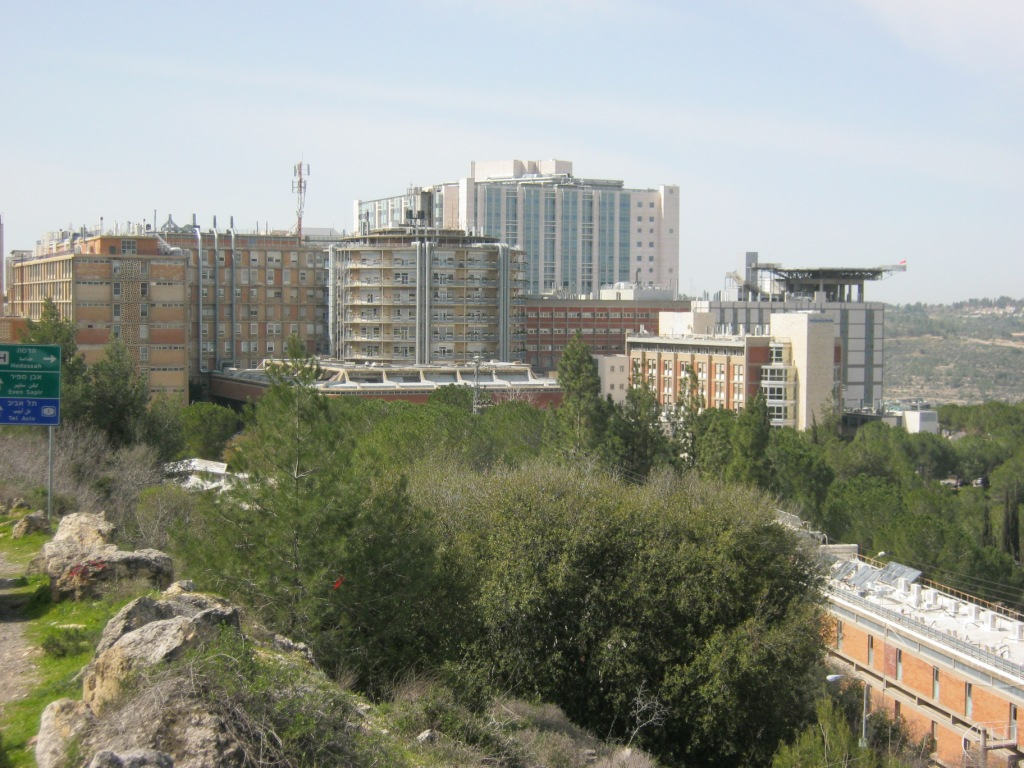
مستشفى هداسا عين كارم

مستشفى هداسا عين كارم (بالعبرية: בית החולים הדסה עין כרם) هو مركز طبي في القدس، وهي بمثابة المستشفى الإسرائيلي الرئيسي في القدس وضواحيها. يقع مجمع المستشفى في الجنوب الغربي من القدس، بالقرب من حي عين كارم. المستشفى هو جزء من مركز هداسا الطبي ، يحتوي على 800 سريرا ويعتبر واحداً من أكثر المستشفيات تقدماً في إسرائيل، مدير المستشفى (2012) هو الدكتور يوفال فايس.